# Sal comuna
|  | Per a una descripció des del punt de vista químic vegeu clorur de sodi |

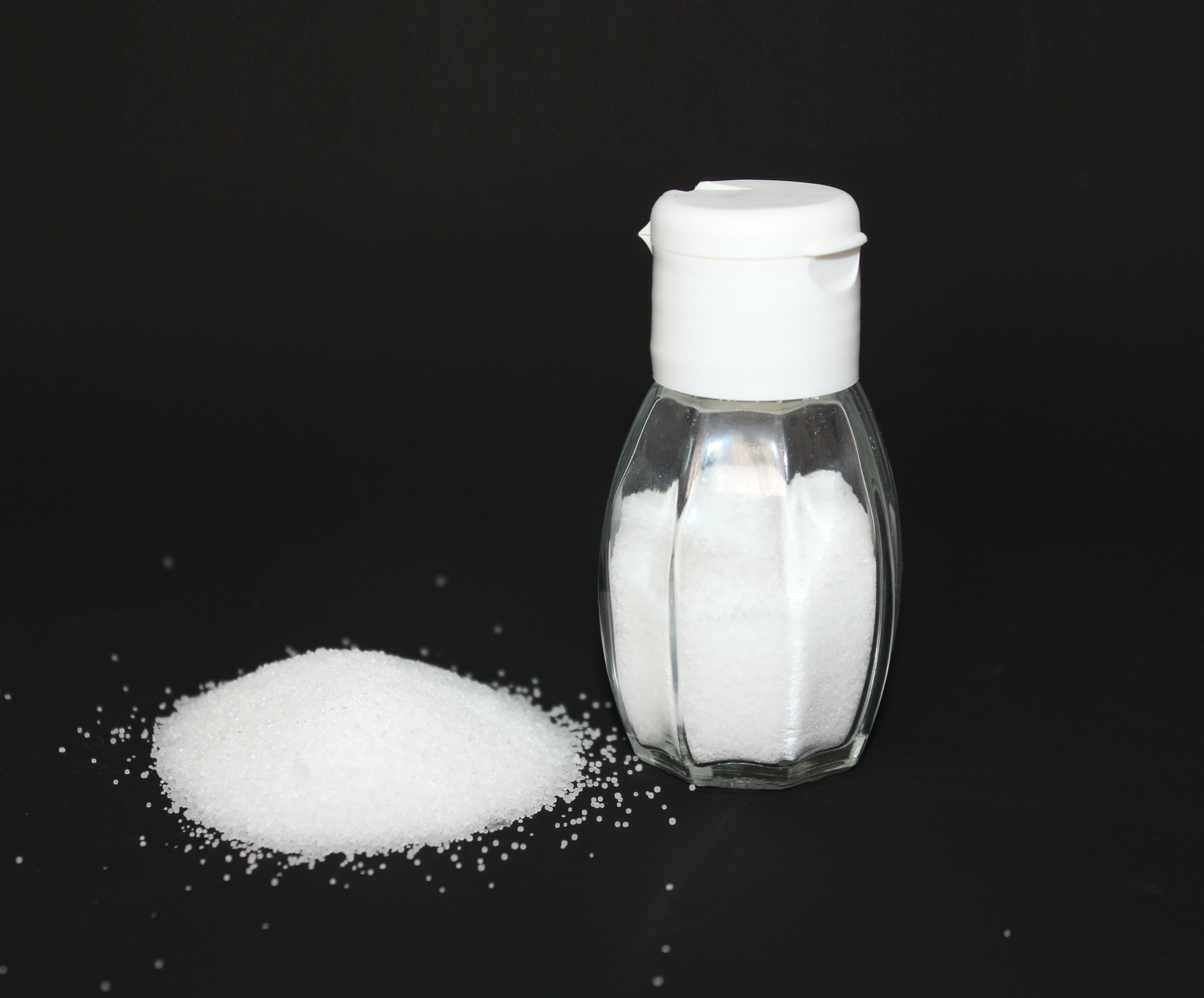
Un saler

La sal comuna o sal de cuina, coneguda comunament com a sal, és un condiment o additiu alimentari format principalment per una sal, el clorur de sodi, la fórmula química del qual és NaCl. Altres denominacions sovint usades són sal marina (quan prové del mar), sal fina o sal de taula (quan és refinada i reduïda a pols), o sal gruixuda o grossa, de gra menys fi, per al seu ús principalment culinari.

## Composició i utilització
Procedeix de la sal gemma, triturada, mòlta i purificada mitjançant rentatge o dissolució i ulterior cristal·lització. Sol contenir fins a un 3% d’aigua i petites proporcions (2,5%) d'altres sals (clorurs i sulfats càlcics, magnèsics i sòdics). També té indicis de bromurs, iodurs, liti i bor. La sal és higroscòpica (per les sals magnèsiques) i s'hi poden afegir antiaglomerants o dessecants, com silicats, ferrocianurs o fosfats càlcics o magnèsics, per a evitar que s’agrumolli i es faci feixuga. És emprada com a condiment per als aliments, bé que des del punt de vista nutritiu el seu ús no és imprescindible, puix que les necessitats de sodi i clorurs de l’organisme són cobertes gràcies als aliments usuals (especialment els animals). Per les seves propietats antisèptiques és emprada, sòlida o en dissolució (salmorra), per a conservar aliments (salaó). Les determinacions analítiques més importants són la humitat, la solubilitat i les impureses.

## Sal de taula i sal marina
Les principals diferències entre la sal marina i la sal de taula són el seu gust, textura i processament. La sal de taula és la sal granulada blanca amb la qual s'omplen la majoria dels salers. S'extreu generalment de dipòsits subterranis. Després es processa per treure'n altres minerals. La sal de taula, normalment, està reforçada amb iode, element important per a la salut de la glàndula tiroide.
La sal marina és el terme comú per a la sal que es produeix en salines a través de l'evaporació de l'aigua de l'oceà o de l'aigua dels llacs i fonts d'aigua salada. És menys processada que la sal de taula i reté oligoelements. Aquests minerals afegeixen sabor i color. La sal marina es comercialitza en gra fi i també en cristalls o escates. La sal marina, generalment, es recomana com una alternativa més saludable a la sal de taula. Però la sal marina i la sal de taula tenen el mateix valor nutritiu bàsic i contenen quantitats comparables de sodi.

## Propietats
article principal Clorir de sodi
La sal és un compost químic amb les següents propietats:
- cristalls o pols cristal·lina blanca
- transparent i incolora en forma cristal·lina
- cristal·litza en el sistema isomètric, generalment en forma de cubs
- soluble en aigua (35,6g/100g a 0 °C i 39,2g/100g a 100 °C)
- lleugerament soluble en alcohol, però insoluble en àcid clorhídric concentrat
- es fon a 801 °C i comença a vaporitzar-se a temperatures lleugerament superiors al seu punt d'ebullició de 1.413 °C
- duresa de 2,5 a l'escala de duresa MOH'S
- densitat de 2,165 g/cm3
- no combustible
- baixa toxicitat
- higroscòpica, absorbint així la humitat de les atmosferes amb humides per sobre del 75% humitat relativa per sota de la qual s'assecarà.

En la seva forma natural, la sal sovint inclou traces de clorur de magnesi, sulfat de magnesi, bromur de magnesi i altres. Aquestes impureses poden actuar com a tint natural i produir cristalls transparents, grocs, vermells, blaus o morats.

### Altres propietats (clorur de sodi pur)
- Pes molecular (NaCl) 8,4428
- Pes atòmic (Na) 22,989768 (39,337%)

- Punt de congelació de la mescla eutèctica -21,12 °C (-6,016 °F)
- Índex de refracció 1,5442
- pH de la solució aquosa: neutre[5]

## Història

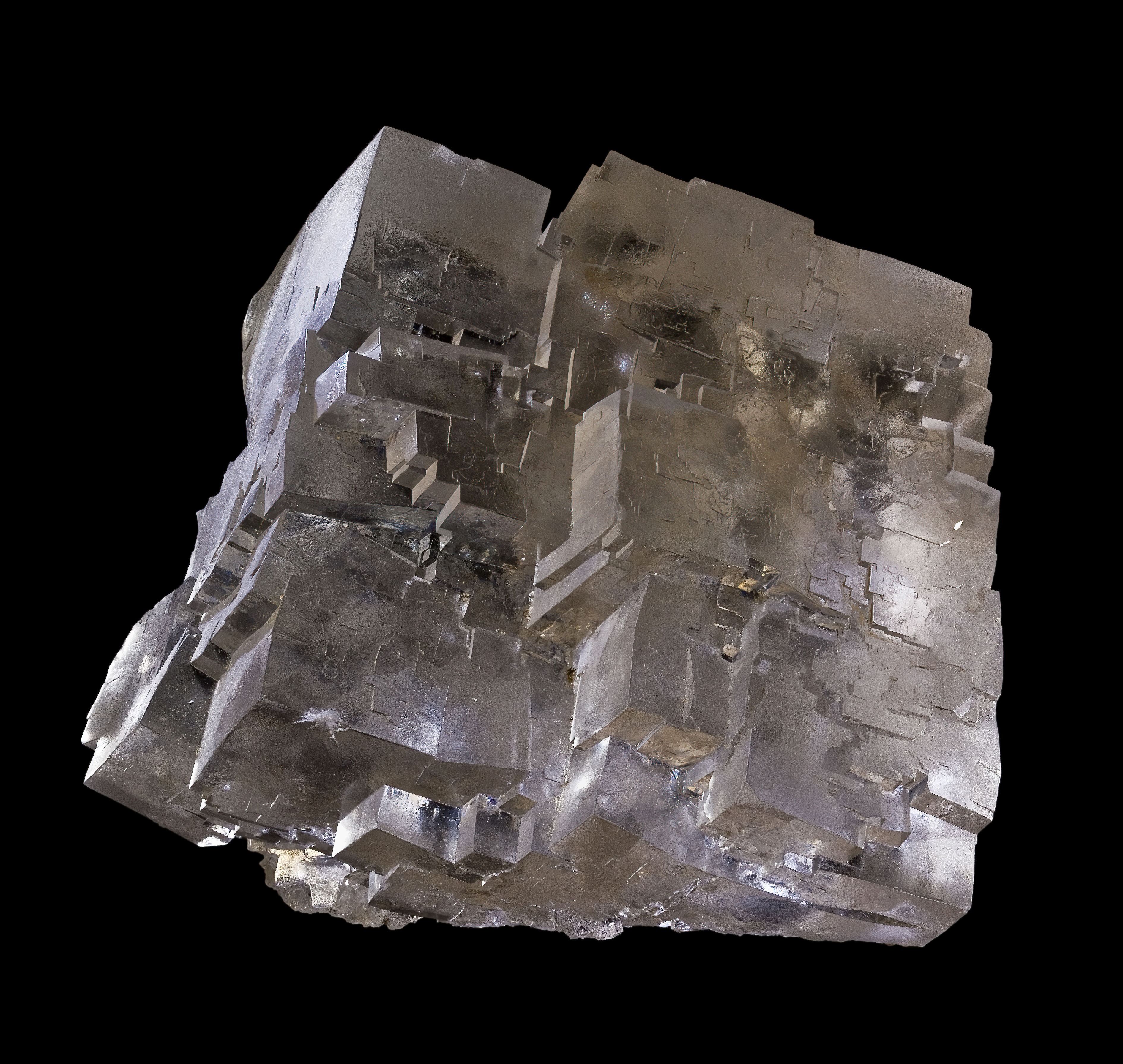
Cristall de sal

La sal és un condiment molt antic. La seva importància per a la vida és tal que ha marcat el desenvolupament de la història en diverses fases. És possible que el primer tractat conegut sobre la sal apareguera publicat a la Xina pels volts de l'any 2700 aC. L'any 2200 aC, a la Xina, l'emperador Hsia Yu va cobrar un dels primers impostos coneguts gravant la sal.
La ubicació de dipòsits de sal va tenir una rellevància especial als emplaçaments d'assentaments humans, perquè la sal permet conservar aliments. Per aquest motiu es van crear rutes específiques per al mercadeig de sal (vegeu la ruta de la sal) i s'han produït nombroses guerres per controlar-ne els dipòsits i els mercats. De fet el terme "salari", que ve del llatí salarium, prové de la quantitat de sal que se li donava a un treballador -en particular als legionaris- perquè poguessin salar els aliments per conservar-los. Fins al segle xix es cobrava un impost per la sal; una de les primeres mesures que es van prendre durant la revolució francesa va ser abolir aquest impost perquè en va ser un dels detonadors.
Els comerciants d'esclaus grecs sovint ntercanviaven sal per esclaus. L'Imperi Romà, amb cura, controlava el preu de la sal, augmentant-lo periòdicament per a recaptar diners per a les guerres i campanyes militars.
El seu protagonisme al llarg de la història li ha conferit un caràcter quasi sagrat i certament carregat de simbolisme. Per a subratllar la riquesa de la ciutat de Troia, Homer menciona que els herois sempre prenien la carn amb sal. En les llegendes bíbliques, la dona de Lot es va convertir en estàtua de sal com punició per haver mirat la destrucció de Sodoma i Gomorra. En algunes cultures s'oferia junt amb el pa com un gest d'hospitalitat envers els hostes. Al Levític 2:13, Déu dona instruccions d'assaonar totes les ofrenes fent servir sal.
La “gabelle” va ser l'impost promulgat a França el 1286 per Carles d'Anjou.
Sir Humphrey Davy (1778-1829) va separar per primera vegada la sal en les seves parts constitutives: el sodi i el clor, l'any 1807. Aleshores a ningú no se li va ocórrer com usar aquests dos elements, però posteriorment les seves propietats es van convertir en la base de moltes indústries manufactureres.
El període colonial britànic a l'Índia, es va recolzar en un alt impost sobre la sal que va donar lloc a una protesta anticolonial coneguda com "Marxa de la sal".dirigida per Mahatma Gandhi el març de 1930.

## Jaciments i salines

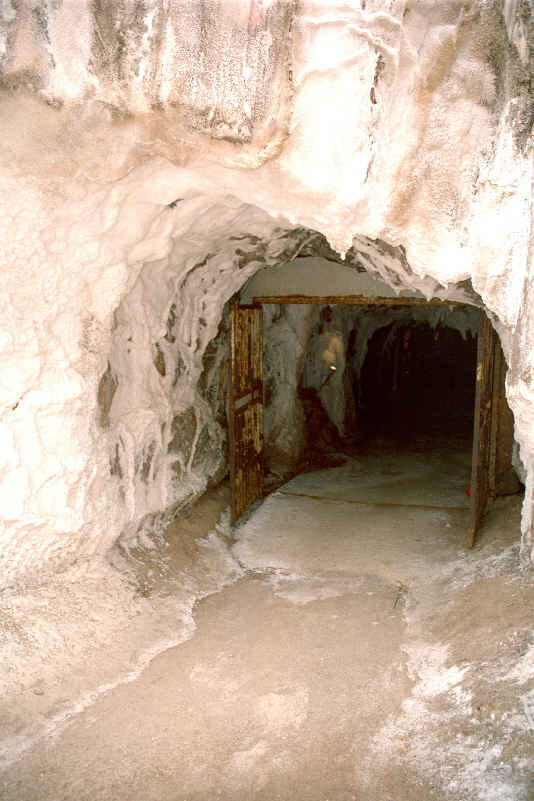
Mina de sal a Cardona (Bages)

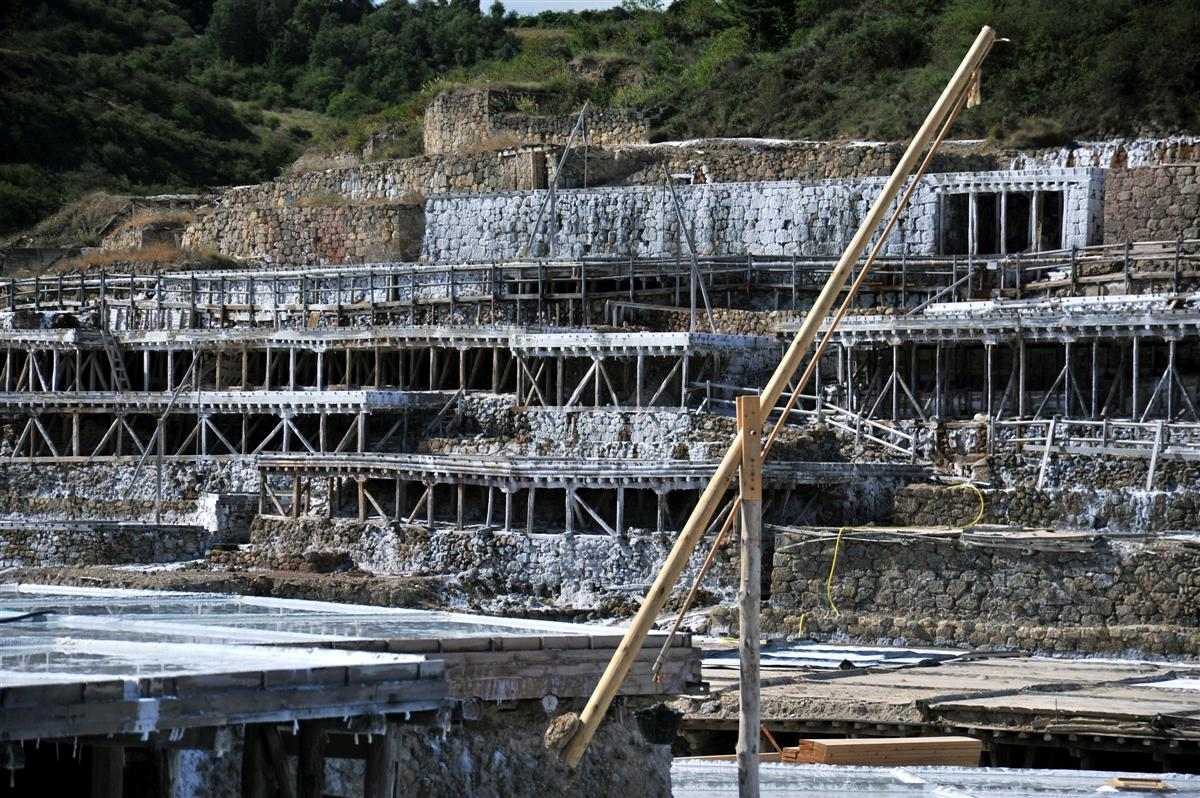
Salina d'evaporació solar del Valle Salado (Añana), Àlaba

Històricament l'explotació de sal s'ha realitzat en salines de les zones costaneres i dels brolladors d'aigua salada (cursos subterranis que travessen dipòsits de sal), així com per mitjà de mines.

Als Països Catalans, els dos jaciments més importants són a Cardona (ja abandonat i obert per a ús turístic) i Torrevella, d'on s'extreu quasi la meitat de la producció de l'Estat Espanyol.

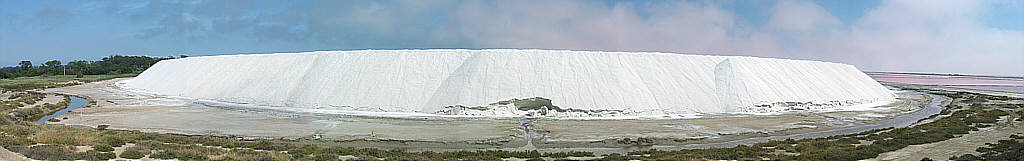
Muntanya de sal a Arle, Occitània

En les salines l'aigua salada de mar o de brollador es condueix per una xarxa de canals o aqüeductes fins a unes plataformes horitzontals construïdes en el mateix terreny o amb fusta i pedra si el desnivell del terreny ho requereix, denominades granges i en les quals l'aigua es reparteix en parcel·les rectangulars o eres. L'evaporació de l'aigua deixa llesta la sal per a la recol·lecció en uns dipòsits protegits de la pluja o terrasses. En el cas dels brolladors, si el cabal era escàs, fins i tot s'introduïa o bombava aigua a l'interior des d'altres cabals o piscines, a fi d'augmentar la producció.

## Alimentació
La sal és un additiu antic i dels més usats. És un dels principals pilars de la cuina en gairebé qualsevol cultura. Encara que els aliments que consumim ja tenen per si prou sal, sol abusar-ne ingerint a vegades més de quinze grams diaris. Els règims mèdics solen incloure aliments poc rics en sal i les persones vegetarianes solen tenir-ne un escàs consum llevat que mengin aliments preparats, que generalment porten sal.

## Sal i salut
El cos humà necessita una petita quantitat de sodi per conduir els impulsos nerviosos, contreure i relaxar els músculs i mantenir l'equilibri adequat d'aigua i minerals. Es calcula que calen uns 500 mg de sodi diaris per a mantenir aquestes funcions vitals. Però l'excés de sodi a la dieta pot provocar hipertensió arterial, malalties del cor i ictus. També pot provocar pèrdues de calci, algunes de les quals poden afectar els ossos.
En la majoria de les persones, els ronyons tenen problemes per mantenir-se al dia amb l'excés de sodi a la sang. A mesura que s'acumula, el cos s'aguanta a l'aigua per diluir-ho. Això augmenta tant la quantitat de líquid que envolta les cèl·lules com el volum de sang al torrent sanguini. L'augment del volum sanguini significa més treball per al cor i més pressió sobre els vasos sanguinis. Amb el temps, el treball i la pressió addicionals poden endurir els vasos sanguinis, donant lloc a pressió arterial alta, atac de cor i ictus. També pot provocar insuficiència cardíaca. Hi ha algunes proves que l'excés de sal pot danyar el cor, l'aorta i els ronyons sense augmentar la pressió arterial, i que aquest excés també pot ser dolent per als ossos.

## Tipus de sal

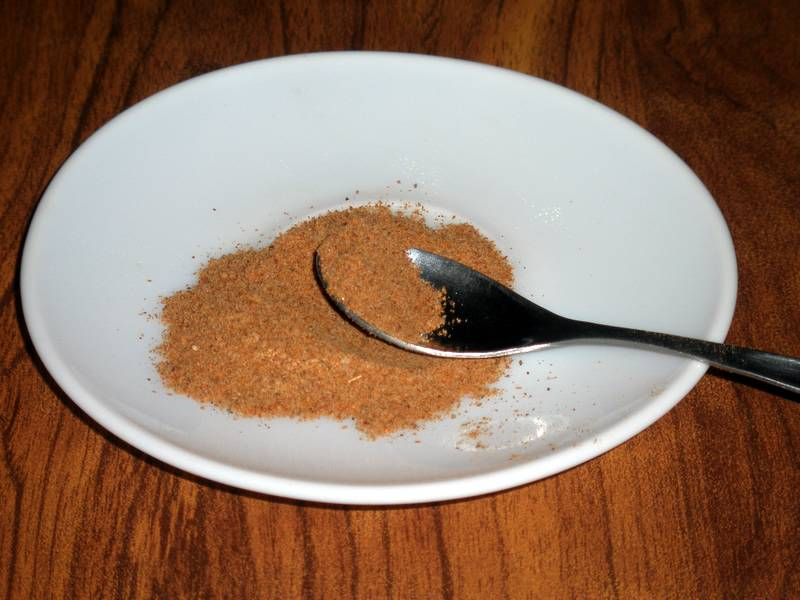
Chaat masala

Al mercat es poden diferenciar dos tipus de sal: la fina i la grossa. La sal fina és la més emprada. Si és sal marina es dissol amb rapidesa; si és sal de roca, sala més i és més mala de dissoldre. La sal grossa són cristalls de sal de grandària important, n'utilitzen sobretot els cuiners i va més bé que la sal fina a l'hora de fer coccions a la sal i guarnits.

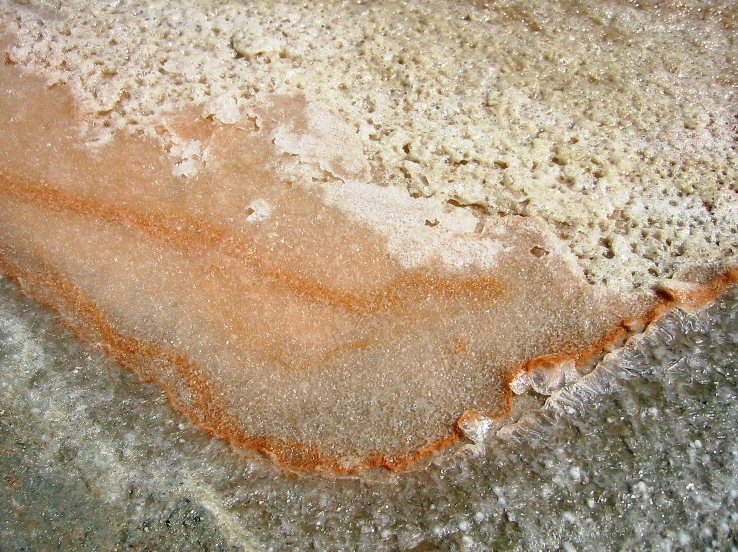
Flor de sal de l'Illa de Re, França

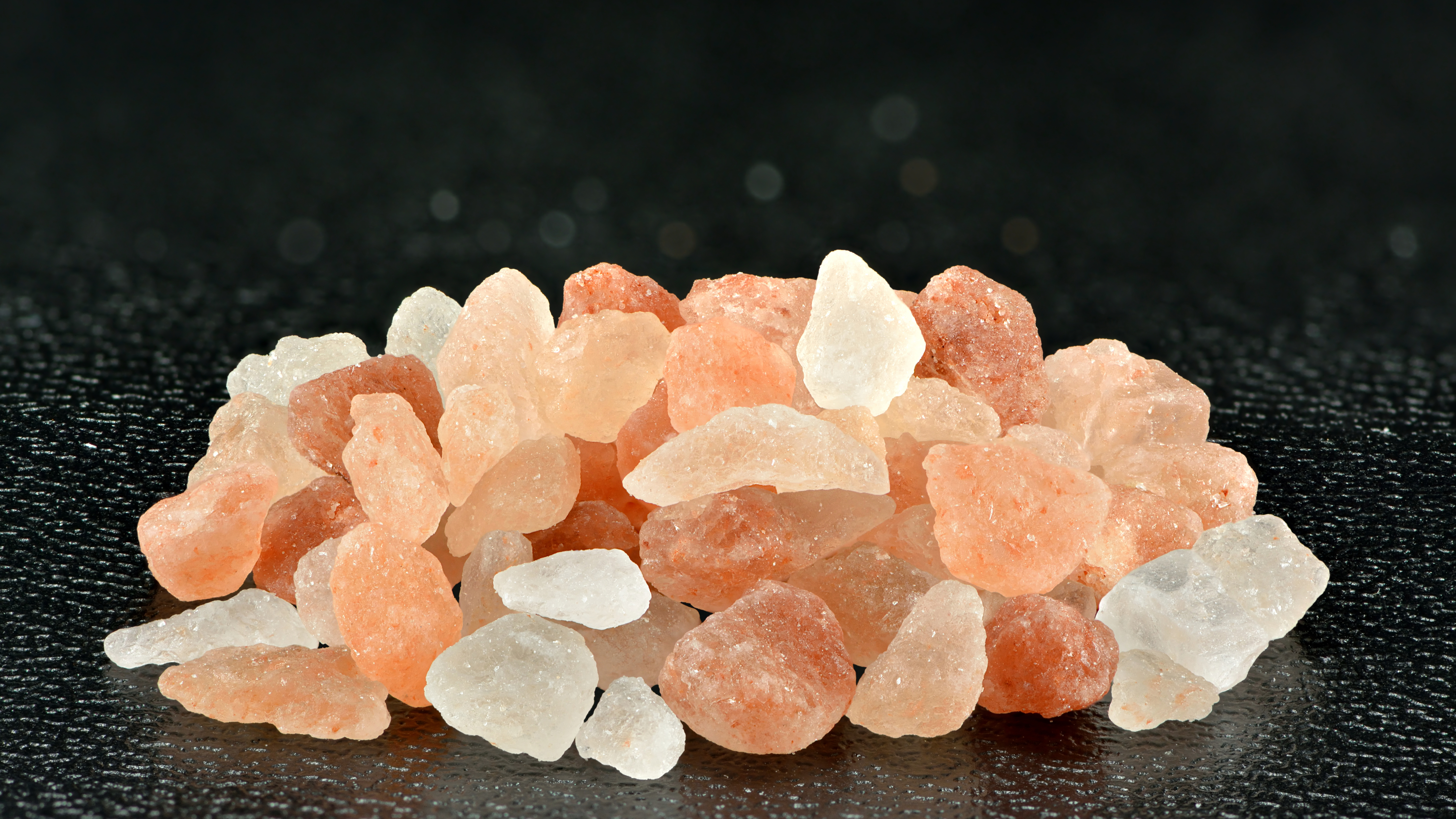
Sal rosa de l'Himàlaia procedent de Pakistan

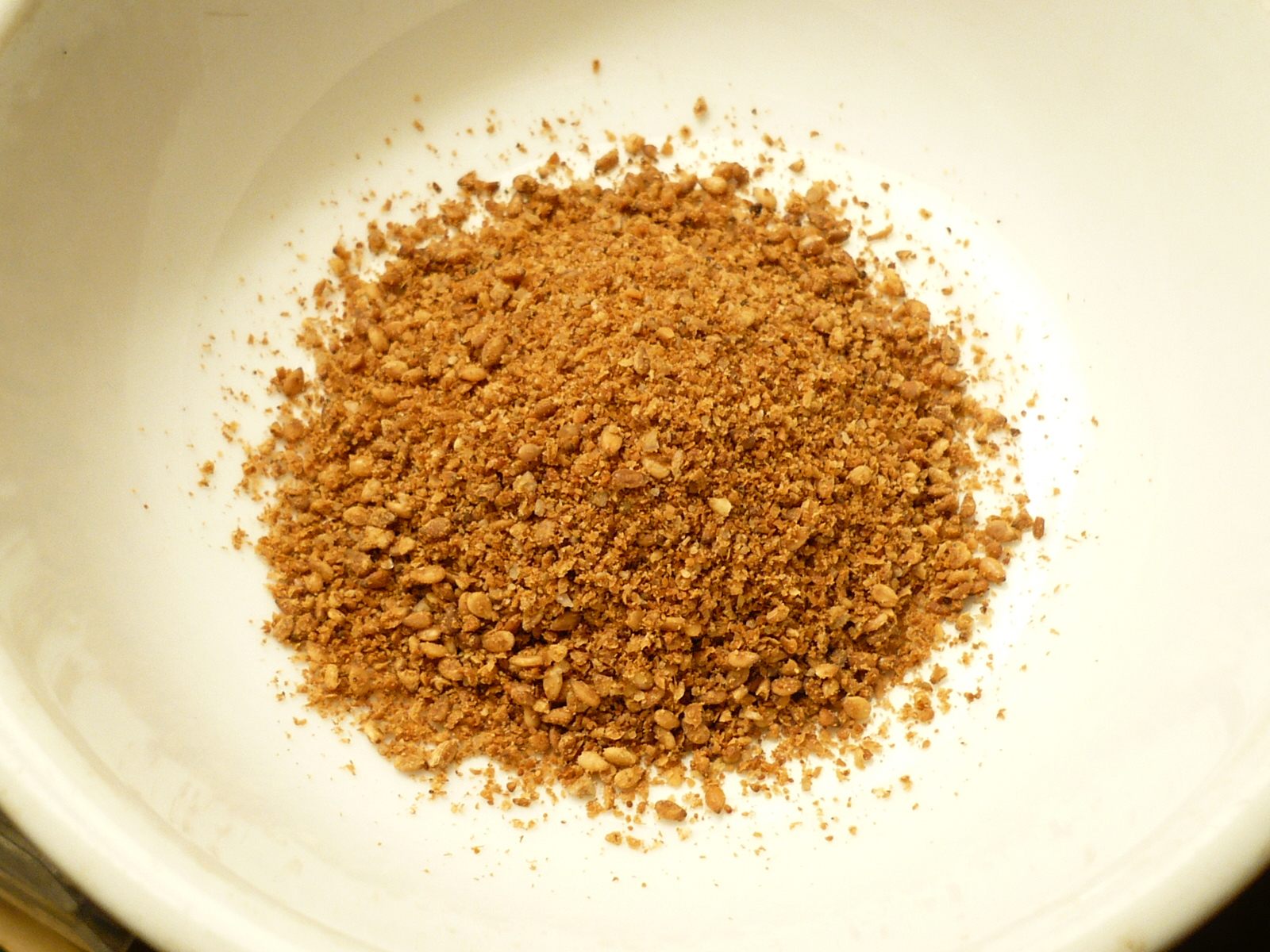
Gomasio, barreja japonesa de sal i llavors de sèsam

- La sal de roca està present en la terra i es troba en dipòsits subterranis, com vetes impactades.[17][18][19] Sal mineral extreta dels jaciments i que es processada per a eliminar impureses minerals i a la qual se li afegeix iode.
- La sal marina s'obté de manera natural per l'evaporació provocada pel sol i el vent. A diferència de la sal de roca conté només un 34% de clorur de sodi i és més rica en oligoelements. La sal passa per un processament mínim i sovint és simplement pura o amb traces mínimes d'altres substàncies químiques com el calci.
- La sal de Maldon és una sal anglesa de gran puresa natural. És entre fina i grossa i té un marcat gust salat. En estat natural (en la forma comercialitzada), són cristalls plans en forma de fines plaques. Part del procés implica evaporació amb calor.[20][21][22]
- La sal de l'Himàlaia, coneguda també amb la denominació de sal rosada o sal rosa, la sal de l'Himàlaia és una de les classes de sal que més popularitat han guanyat en els darrers temps. De la mateixa manera que passa amb altres classes de sal artesanal, aquest condiment s'inclou dins d'una varietat ben àmplia de productes culinaris de gamma alta. El major contingut després del ClNa és el Magnesi (un 0,7%). La sal rosa de l'Himàlaia es recull de la mina de sal de Khewra a la Muntanyes de l'Himàlaia del Pakistan. És fàcilment reconeixible pel seu color rosat, i té aplicacions tant en la cuina com en la indústria estètica.[23]
- La sal de Guérande és una sal marina de la Bretanya. Color gris, cristalls mitjans, és molt rica en oligoelements. Natural i sense additius és la sal integral per excel·lència.[24][25][26]

- Flor de sal és el primer efecte de la concentració de la sal.[27][28] Antic privilegi dels treballadors de les salines com a complement dels seus salaris. S'empra sempre en cru. Aporta un gust subtil de violeta. Sal recollida d'aigua de mar evaporada, concretament de la costa de Bretanya, França occidental. Es caracteritza per la forta olor i gust de mar. Té un contingut d'humitat més elevat que la sal normal (10%) permetent que els cristalls de sal s'enganxin. S'utilitza com a sal d'acabat.
- Sal fumada amb un fort gust i olor de fum. Utilitzada per a la fabricació casolana de carn, verdura i peix fumat. A més de salar, dona un toc fumat si es fa servir com a espècia. Flocs de sal marina impregnats de fum de fusta sense tractar.
- Glutamat de sodi. Sal sòdica de l'àcid glutàmic. Originàriament s'extreia de les algues i del blat. Realça el gust dels aliments. És emprada per a la preparació d'aliments en sobre i en les cuines orientals.
- Gomasio o sal de sèsam. Barreja japonesa de sal i llavors de sèsam torrades i triturades.
- Sal d'api. Barreja de sal i llavors d'api triturades. Una barreja aromatitzada de sal de taula i api mòlt.
- Sal nitrificant l250. Nitrit de sodi que no es troba en estat natural. Deriva del nitrat de sodi mitjançant acció química. S'utilitza per mantenir un color atractiu, també és un conservant i es troba en la major part dels productes adobats.

- Sal de mantega. Tipus de sal aromatitzada, amb el sabor combinat de sal i mantega popular a la indústria del menjar ràpid.
- Sal d'all. Una barreja aromatitzada de sal que conté sal de taula i all en pols. És també un condiment aromatitzant popular.
- Sal de ceba. Barreja aromatitzada de sal que conté sal de taula i ceba mòlta deshidratada.
- Sal de tòfona. Barreja de sal de taula i trossos de tòfona negre o blanca.
- Sal negra de l'Himàlaia (Kala Namak). És una sal de color marró vermellós que es crea cuinant sal gemma amb carbó vegetal, herbes, llavors i escorça en un forn durant 24 hores. Té una olor i sabor distintius, sovint descrites com a d'ous cuits, i s'utilitza habitualment en receptes veganes per imitar el gust d'ous.(Bangla Bit lobon (বিট লবণ); Nepalès Birae Nun (बिरे नुन); Hindi Kala namak काला नमक) és una sal mineral no refinada procedent de l'Índia amb un fort gust sulfurós causat pels compostos de sofre que conté. El nom prové del seu color gris rosat. La composició química és de clorur de sodi o clorur de potassi, ferro, compostos sulfurosos diversos i traces d'altres minerals. Té menys gust salat que la sal comuna. Se sol comercialitzar en paquets, és de textura similar a la de la pols, i és completament inodora.[29][30]

- Sal negra hawaiana. Feta afegint carbó activat a la sal marina. La sal és coneguda pel seu sabor fort, sovint descrit com a "terrós".[23]
- Sal vermella hawaiana. Sal marina que es barreja amb òxid de ferro o argila volcànica. El color vermell el fa ideal per a guarnir plats acabats.[23]
- Sal en flocs. És una forma de sal de taula comprimida per crear una escata aplanada. És lleugera, prima i de forma irregular. La sal en flocs o escates té un gran gust i poc contingut mineral.
- Sal grisa celta (marina). Recollida dels estanys de marea a atlàntic, davant de la costa de França. També es coneix com sel gris (en francès "sal grisa"). El color prové dels minerals que resten en el fons del terra quan el mar l'aigua s'evapora.
- Sal Kosher. La seva textura és lleugera però gruixuda i altament abrasiva. Sovint es ven en la seva forma pura de clorur de sodi (simplement). S'utilitza principalment en la cuina.[23]
- Sal de Cèrvia (Sale di Cervia). És la versió italiana de la flor de sal francesa. No no té la salmorra de la flor de sal i és excel·lent elecció com a d'acabat.
- Sal de lava negra de Xipre. Aquesta sal negra és similar en composició i propietats a la sal negra hawaiana. Produïda a partir de les aigües del mar Mediterrani, la sal després es combina amb carbó actiu i té un toc de sabor fumat.
- Sal gruixuda o grossa. De cristalls grans, gruixuts i no uniformes. Pot contenir altres minerals inofensius i les impureses poden donar-li un color grisenc.
- Sal de curació o de conservació. Sals de curació, també conegudes com la sal rosa o pols de Praga, d'una barreja de sal de taula combinada amb nitrat de sodi i amb un tint rosa característic. S'utilitzen principalment per a conservar la carn inhibint el creixement de bacteris. L'ús de sals de curació es remunta a segles, molt abans de l'arribada de la refrigeració i les modernes tècniques de processament i conservació dels aliments.
- Sal de decapat. Aquesta sal està especialment creada per al decapat. És gruixuda i no conté iode, minerals ni agent d'aglomeració i es dissol fàcilment en salmorra.[23]

## Alimentació animal

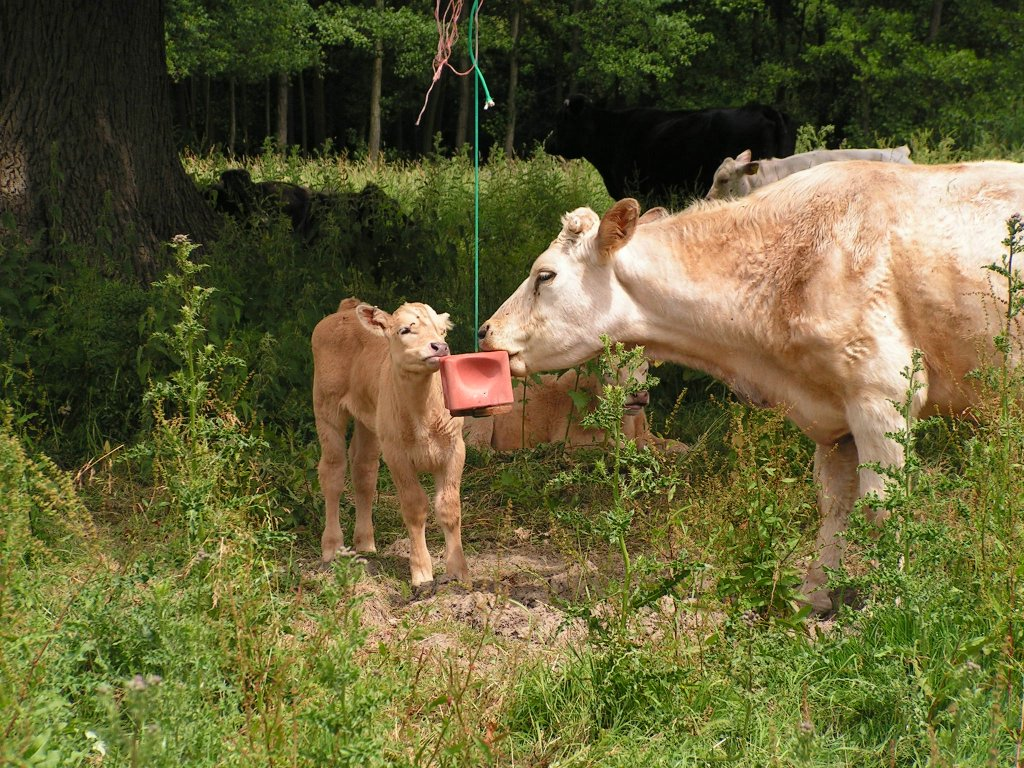
Una vaca i un badell llepant un bloc de sal, Kent, Anglaterra

Les funcions del sodi en els teixits animals són diverses i entre elles: mantenir la pressió osmòtica; regular l'equilibri àcid-base i controlar el metabolisme (més del 90% del Sodi de l'organisme es troba als líquids extracel·lulars). Aquestes funcions del sodi, les fa en combinació amb el Potasi (K) i el Clor (Cl) circulants. Als ossos està com ClNa cristal·lí, o sal, des d'on s'utilitza (reserva) en cas de necessitat. […] La deficiència de sodi en bovins es manifesta més en vaques en lactació pel drenatge que es produeix amb la llet, que conté uns 0,6 g Na/litre; i de vegades en badells en creixement accelerat, ja que no tenen reserves, pel fet que el Na és retingut primer en els teixits en formació. Si el sodi a la ració és insuficient, l'organisme reté fortament la quantitat de què disposa, i la eliminació per orina és menor. Si la manca de sodi és contínua, es produeixen símptomes i apareix una gana inusual per la sal i aleshores l'animal menja objectes estranys, terra, trossos de ferro o fusta i ossos. De primer, la salut no s'altera en general durant els primers mesos, però finalment es manifesta la carència i l'animal pateix inapetència, mostra uns ulls sense brillantor, pelatge aspre, ràpida pèrdua de pes i disminució de la producció de llet. En proporcionar-los sal, els animals es recuperen ràpidament. Els ovins sense unes adequades quantitats de sal, desenvolupen un gran desig per aquesta substància i arriben a mastegar fustes, llepar la terra i presenten, a més a més, altres manifestacions de gana insatisfeta. La ingestió de cossos estranys pot provocar mortaldat, ja sigui perquè aquests són tòxics de per si, o pel transport de gèrmens de malalties com el carboncle o el botulisme.

## Conflictes

### Revolta dels angelets de la terra
El detonant de la revolta fou una insurrecció de la pagesia nord-catalana entre els anys 1667 i 1675 en contra de la gabella de la sal (un impost sobre la sal imposat pels francesos el 1661).
Aquest fet, contrari a les constitucions catalanes tradicionals als comtats de Rosselló i Cerdanya, provocà la revolta dels Angelets, la qual es va estendre sobretot al Vallespir, però també es feu sentir al Conflent i el Rosselló.

### Marxa de la sal
Després d'un recorregut a peu de 300 quilòmetres, Gandhi arriba el 6 d'abril de 1930 a la costa de l'oceà Índic. Avança dins de l'aigua i recull a les seves mans una mica de sal. Amb aquest gest irrisori i altament simbòlic, Gandhi encoratja els seus compatriotes a violar el monopoli de l'estat sobre la distribució de sal. Aquest monopoli obliga tots els consumidors indis, inclosos els més pobres, a pagar un impost sobre la sal i els prohibeix recollir-la ells mateixos. Aquest impost és anàleg a la gabella que, sota l'Antic Règim gravava la sal a França.

## Propietats i curiositats
- Manté els aliments en bon estat per al seu posterior consum (vegeu salmorra)
- És necessària per a la vida, encara que en excés pot ser perjudicial
- És hidròfil: reté líquid i és utilitzat per retreure líquid d'aliments
- Poca sal en la dieta pot comportar marejos i rampes
- És cristal·lina, blanca i soluble a l'aigua
- És usada per a dissoldre grans quantitats de neu
- S'empra en la cerimònia del baptisme
- S'usa la paraula sal per a significar "gràcia" o "agudesa"
- Els banys d'aigua salada són un bon tonificant
- S'usa com a matèria primera en algunes indústries químiques

## Producció de sal
| País         | Producció (tones) 2019. | Producció (tones) 2019. USGS | Producció 2020 (tones) | Consum intern (2019) | Preu a les botigues USD/Kg (2022) |
| ------------ | ----------------------- | ---------------------------- | ---------------------- | -------------------- | --------------------------------- |
| Xina         | 62.708                  | 59.000                       | 58.527                 | 71.006               | 1,00                              |
| Estats Units | 42.000                  | 42.000                       | 41.000                 | 60.786               | 1,52                              |
| Índia        | 30.000                  | 29.000                       | 26.790                 | 15.594               | 0,31                              |
| Alemanya     | 18.277                  | 14.300                       | 14.226                 | 16.171               | 1,58                              |
| Austràlia    | 12.489                  | 13.000                       | 12.212                 | 1.715                | 0,77                              |
| Canadà       | 11.942                  | 11.000                       | 13.261                 | 11.141               | 0,91                              |
| Xile         | 10.477                  | 10.000                       | 9.574                  | 2.199                | 0,31                              |
| Mèxic        | 8.668                   | 9.000                        | 9.084                  | 1.468                | 0,76                              |

El major productor i consumidor del món és la Xina, seguida pels Estats Units d'Amèrica.
Macau és el país on el preu de la sal és el major: 3,40 USD/Kg i Egipte és el païs on el preu és el menor: 0.11 USD/Kg. A l'estat espanyol, el preu és de 0,520 euros/Kg (0,546 USD/Kg). El preu mitjà per a tots els països del món és de 0,78 USD/Kg.